# Phymatodes lecontei
Phymatodes lecontei là một loài bọ cánh cứng trong họ Cerambycidae.